# Голдридж (Небраска)
Голдридж (англ. Holdrege) — місто (англ. city) в США, в окрузі Фелпс штату Небраска. Населення — 5515 осіб (2020).

## Географія
Голдридж розташований за координатами 40°26′22″ пн. ш. 99°22′33″ зх. д. / 40.43944° пн. ш. 99.37583° зх. д. (40.439453, -99.375712).  За даними Бюро перепису населення США в 2010 році місто мало площу 10,04 км², з яких 10,00 км² — суходіл та 0,04 км² — водойми. В 2017 році площа становила 11,00 км², з яких 10,96 км² — суходіл та 0,04 км² — водойми.

## Демографія
Згідно з переписом 2010 року, у місті мешкало 5495 осіб у 2351 домогосподарстві у складі 1496 родин. Густота населення становила 547 осіб/км².  Було 2589 помешкань (258/км²).
Расовий склад населення:
| - 96,7 % — білих - 0,4 % — корінних американців - 0,2 % — азіатів - 0,1 % — чорних або афроамериканців - 1,5 % — осіб інших рас |

До двох чи більше рас належало 1,0 %. Частка іспаномовних становила 4,7 % від усіх жителів.
За віковим діапазоном населення розподілялося таким чином: 23,8 % — особи молодші 18 років, 56,9 % — особи у віці 18—64 років, 19,3 % — особи у віці 65 років та старші. Медіана віку мешканця становила 42,4 року. На 100 осіб жіночої статі у місті припадало 94,2 чоловіка;  на 100 жінок у віці від 18 років та старших — 92,1 чоловіка також старших 18 років.
Середній дохід на одне домашнє господарство  становив 56 241 долар США (медіана — 43 910), а середній дохід на одну сім'ю — 68 372 долари (медіана — 59 133). Медіана доходів становила 41 217 доларів для чоловіків та 27 316 доларів для жінок. За межею бідності перебувало 8,8 % осіб, у тому числі 7,4 % дітей у віці до 18 років та 7,9 % осіб у віці 65 років та старших.
Цивільне працевлаштоване населення становило 2662 особи. Основні галузі зайнятості: освіта, охорона здоров'я та соціальна допомога — 28,6 %, роздрібна торгівля — 13,9 %, виробництво — 11,0 %.